# Scattered Ashes: A Decade of Emperial Wrath
Albums de Emperor
Prometheus: The Discipline of Fire & Demise
(2001)
Scattered Ashes: A Decade of Emperial Wrath est une compilation du groupe de black metal symphonique norvégien Emperor. L'album est sorti le 25 mars 2003 sous le label Candlelight Records.
La compilation est constituée de deux CD. Le premier disque contient des titres provenant des albums studio de Emperor, le second contient des reprises et des titres provenant de leurs productions les moins connues, comme les EP ou les démos du groupe.

## Musiciens
- Ihsahn - chant, guitare, basse, synthétiseur
- Samoth - guitare
- Trym - batterie

## Liste des morceaux

### CD 1
1. Curse You All Men!
2. The Tongue of Fire
3. The Majesty of the Nightsky
4. Cosmic Keys to My Creations and Times
5. Wrath of the Tyrant
6. The Loss and Curse of Reverence
7. An Elegy of Icaros
8. I Am the Black Wizards
9. Thus Spake the Nightspirit (live)
10. Ye Entrancemperium
11. In the Wordless Chamber
12. With Strength I Burn
13. Inno a Satana

### CD 2
1. A Fine Day to Die (reprise de Bathory)
2. Ærie Descent (reprise de Thorns)
3. Cromlech (reprise de Darkthrone)
4. Gypsy (reprise de Mercyful Fate)
5. Funeral Fog (reprise de Mayhem)
6. I Am
7. Sworn
8. Lord of the Storms
9. My Empire's Doom
10. Moon over Kara-Shehr
11. Ancient Queen
12. Witches' Sabbath
13. In Longing Spirit
14. Opus a Satana